# Stronger (album Kelly Clarkson)
Stronger (pol. Silniejsza) – piąty album studyjny amerykańskiej piosenkarki Kelly Clarkson wydany 21 października 2011 roku w Australii i 24 października w Stanach Zjednoczonych, przez RCA Records. Trzynaście z 17 zawartych na bonusie piosenek, Clarkson stworzyła z Gregiem Kurstinem, Steve'em Jordanem, Rodneyem Jerkinsem, Tobym Gadem, Brianem Kennedym i Ester Dean, jak i również z długoletnim współpracownikiem Howardem Bensonem.
Clarkson rozpoczęła pracę nad albumem w listopadzie 2009 roku, podczas tras koncertowych, a zakończyła jego nagrywanie w lutym 2011. Podczas sesji nagraniowej artystka czerpała inspiracje m.in. z Tiny Turner, Prince'a, Radiohead i Sheryl Crow. Album zatytułowany Stronger nagrany jest w klimacie popu i R&B. Pierwotnie planowano wydać krążek pod koniec 2010 roku, jednak data premiery była przesuwana wielokrotnie. Po wydaniu w październiku 2011 zdobył pozytywne recenzje od krytyków którzy zauważyli że album jest inny w przeciwieństwie do poprzednich, ale przede wszystkim chwalili wokal Clarkson.
W Wielkiej Brytanii krążek zadebiutował na #5 pozycji z liczbą 30 000 sprzedanych egzemplarzy, natomiast w Stanach, zajął pozycję #2, z liczbą ponad 163 000 egzemplarzy. Jego wydanie poprzedził singel "Mr. Know It All", który ukazał się 5 września 2011 roku. Początkowo piosenka odnosiła umiarkowany sukces, lecz z czasem dotarła do wysokich notowań na listach przebojów. Zadebiutowała na #10 miejscu na Billboard Hot 100, potem na #4 w UK Singles Chart, aby wreszcie dostać się na pozycję #1 w Australian Singles Chart. Drugi singel promujący album to "Stronger (What Doesn't Kill You)" który dotarł do szczytu Billboard Hot 100 i był trzecim singlem Clarkson numer jeden w Stanach Zjednoczonych. Kompozycja zajęła również #8 miejsce w Wielkiej Brytanii, #18 w Australii, oraz #4 w Kanadzie i Nowej Zelandii.
Album przyniósł wokalistce nagrodę Grammy 2013 w kategorii Najlepszy album pop.

## Lista utworów
1. "Mr. Know It All" – 3:53
2. "Stronger (What Doesn't Kill You)" – 3:42
3. "Dark Side" – 3:45
4. "Honestly" – 3:46
5. "You Love Me" – 4:04
6. "Einstein" – 2:59
7. "Standing in Front of You" – 3:59
8. "I Forgive You" – 3:04
9. "Hello" – 3:00
10. "The War Is Over" – 3:57
11. "Let Me Down" – 3:24
12. "You Can't Win" – 4:20
13. "Breaking Your Own Heart" – 3:49

## Deluxe Edition
1. "Don't You Wanna Stay (with Jason Aldean) – 4:15
2. "Alone" – 3:01
3. "Don't Be A Girl About It" – 3:27
4. "The Sun Will Rise (with Kara DioGuardi)" – 3:33

## iTunes bonus
1. "Why Don't You Try" 4:47

## Pozycje na listach przebojów
| Notowanie (2011)                | Najwyższa pozycja |
| ------------------------------- | ----------------- |
| Australian Albums Chart         | 3                 |
| Austrian Albums Chart           | 20                |
| Belgian Albums Chart (Flandria) | 45                |
| Belgian Albums Chart (Walonia)  | 57                |
| Canadian Albums Chart           | 4                 |
| Dutch Albums Chart              | 16                |
| German Albums Chart             | 14                |
| Irish Albums Chart              | 8                 |
| Italian Albums Chart            | 68                |
| Japanese Albums Chart           | 59                |
| Mexican Albums Chart            | 85                |
| New Zealand Albums Chart        | 6                 |
| Spanish Albums Chart            | 40                |
| Swedish Albums Chart            | 39                |
| Swiss Albums Chart              | 12                |
| UK Albums Chart                 | 5                 |
| US Billboard 200                | 2                 |